# تومب رايدر: ليجند
 تومب رايدر: ليجند (بالإنجليزية: Tomb Raider: Legend)‏ هي لعبة من نوع أكشن-مغامرات. صدرت في عام 2006 وهي متوفرة على ويندوز، بلاي ستيشن 3، إكس بوكس 360، بلاي ستيشن 2، بلاي ستيشن بورتبل، إكس بوكس، نينتندو دي إس، جيم بوي أدفانس، نينتندو جيم كيوب، الهاتف المحمول. اللعبة من تطوير كريستال دينامكيس، نيكسس، بز مونكي سوفتوير، هيومان سوفت، فاذامر ونشر شركة إيدوس إنترأكتيف.

## القصة
تحاول لارا كروفت Lara Croft من خلال رحلاتها في جميع أنحاء العالم جمع القطع المفقودة من الذكريات والمعرفة حول ماضيها ، وفي عرض البداية تتذكر Lara عندما كانت طفلة صغيرة مع والدتها وقت حدوث المأساة في الطائرة التي تحطمت في جبال الهملايا، وها هي الآن في ريعان شبابها تستعيد ذكريات تلك اللحظات وتبدأ أول مغامراتها في غابات بوليفيا الموجودة بقارة جنوب أمريكا.

## روابط خارجية
- تومب رايدر: ليجند على موقع IMDb (الإنجليزية)